# Hachen
 (décembre 2023).
Si vous disposez d'ouvrages ou d'articles de référence ou si vous connaissez des sites web de qualité traitant du thème abordé ici, merci de compléter l'article en donnant les références utiles à sa vérifiabilité et en les liant à la section « Notes et références ».
Hachen se trouve en Rhénanie-du-Nord-Westphalie (Allemagne), située dans l'arrondissement du Haut-Sauerland, dans le district d'Arnsberg, dans le Landschaftsverband de Westphalie-Lippe.
Il s'agit de la plus grande subdivision de la commune de Sundern (Sauerland) et comptait 2938 habitants en décembre 2009.
Sa situation géographique en fait une destination très appréciée. On y trouve de nombreux sentiers de randonnée, mais aussi les ruines du Château d'Hachen, sur la colline qui surplombe la ville.

## Jumelage
- Torfou (France) depuis 2001